# 伊洛拉伊
伊洛拉伊（義大利語：Illorai），是意大利萨萨里省的一个市镇。总面积57.04平方公里，人口1001人，人口密度17.5人/平方公里（2009年）。ISTAT代码为090031。